# Rosalie
Rosalie é uma cidade de Dominica localizada na paróquia de Saint David. Está situada no norte da Baia de Rosalie, no centro da costa leste da ilha, próximo a foz do Rio Rosalie.